# Хан Тун Хак
Хан Тун Хак (кхмер. ហង្ស ធុន ហាក់; 2 августа 1926, Кампонгтям — 18 апреля 1975, Пномпень) — камбоджийский республиканский политик и драматург, соратник Сон Нгок Тханя. Премьер-министр Кхмерской Республики в 1972—1973 годах. Убит «красными кхмерами».

## Политик и драматург
Родился в семье мелкого чиновника одного из районов провинции Кампонгтям. Учился в Париже на театрального деятеля. Примыкал к радикально-коммунистической группе кхмерских студентов во Франции, был близко знаком с Пол Потом и Иенг Сари.
Вернувшись в Камбоджу, в 1951 году Хан Тун Хак присоединился к антиколониальным повстанцам Кхмер Иссарак во главе с Сон Нгок Тханем. Скрывался в лесах Сием-Рипа. Легализовался в 1953 году, незадолго до провозглашения независимости Камбоджи.
Завершил образование в Камбоджийской национальной академии драматического искусства. Сочинял пьесы в жанре исторической драмы и политической сатиры. Художественными средствами критиковал авторитаризм и коррупцию режима Нородома Сианука. Хорошие личные отношения с королевой Сисоват Коссомак, матерью Сианука, обеспечивали защиту от цензуры. В 1966—1970 годах Хан Тун Хак занимал пост ректора Королевского университета изящных искусств.

## Глава республиканского правительства
Несмотря на парижские связи студенческих лет, по убеждениям Хан Тун Хак был республиканцем и сторонником Сон Нгок Тханя (хотя придерживался более левых взглядов). В 1970 году поддержал республиканский переворот. Состоял в Социально-республиканской партии президента Лон Нола. В октябре 1972 года сменил Сон Нгок Тханя на посту премьер-министра Кхмерской Республики.
Во главе правительства Хан Тун Хак придерживался более компромиссной позиции, нежели Сон Нгок Тхань. Он пытался войти в контакт с Сиануком и представителем Красных кхмеров Ху Юном, чтобы договориться о политическом урегулировании. Однако эти попытки не дали результатов и стали причиной отстранения Хан Тун Хака в мае 1973 года.

## Гибель
1 апреля 1975 года, на фоне массированного наступления «Красных кхмеров», Лон Нол покинул Камбоджу. Государственную власть в Кхмерской Республике принял Верховный комитет, который в последние дни возглавлял генерал Сак Сутсакан. В состав этого органа входил и Хан Тун Хак.
Хан Тун Хака убеждали покинуть Камбоджу, однако он отказался это сделать (в США была отправлена его семья). 17 апреля 1975 года Пномпень был взят «Красными кхмерами». Начались массовые убийства. Чиновники Кхмерской Республики уничтожались в первую очередь. На следующий день после падения столицы Хан Тун Хак был убит.